# Michael Fenger
Peter Michael Fenger (født 8. august 1962 på Frederiksberg) er borgmester i Gentofte Kommune (Det Konservative Folkeparti) og tidligere dansk håndboldspiller som deltog i Sommer-OL 1984. Michael Fenger er uddannet cand.polit og har arbejdet som salgs- og økonomidirektør i virksomhederne Gildhøj Privathospital og OPA Privathospital. Han har siden 2009 været medlem af Gentofte kommunalbestyrelse og overtog borgmesterposten i kommunen i 2021.

## Håndboldkarriere
Han spillede håndbold for klubben HIK Håndbold og spillede i perioden 1982-1993 på Danmarks håndboldlandshold. I 1984 var han med på holdet, der endte på en fjerdeplads under Sommer-OL. Han spillede fem kampe og scorede fire mål.
Han spillede i alt 234 A-landskampe og scorede 541 mål.
Efter karrieren som aktiv spiller var han i nogle år træner for HIK's førstehold samt assistenttræner for håndboldlandsholdet (2004-2005).
I 1986 blev han udnævnt som årets håndboldspiller i Danmark.

## Politisk virke
I 2009 blev han indvalgt for Konservative Folkeparti i Gentofte kommunalbestyrelse. Ved valgene i 2013 og 2017 blev han genvalgt.
11. januar 2021 blev Fenger indstillet til at blive ny borgmester efter Hans Toft, og valget skete officielt på et kommunalbestyrelsesmøde 26. april. Fenger overtog borgmesterposten 15. maj og fik overdraget borgmesterkæden ved en lille ceremoni den 17. maj 2021.
Ved kommunalvalget 2021 fik Fenger 8.997 personlige stemmer og kunne fortsætte som borgmester i 2022 idet De Konservative med 12 mandater stadig havde absolut flertal i kommunalbestyrelsen.